# Kroatische Eishockeyliga 2011/12
Die Saison 2011/12 war die 21. Spielzeit der kroatischen Eishockeyliga, der höchsten kroatischen Eishockeyspielklasse. Es nahmen vier Mannschaften teil, Meister wurde KHL Medveščak Zagreb.

## Hauptrunde
| Pl. |                         | Sp | S  | OTS | OTN | N  | Tore    | Punkte |
| 1.  | KHL Mladost Zagreb      | 18 | 14 | 1   | 1   | 2  | 159:047 | 45     |
| 2.  | KHL Medveščak Zagreb II | 18 | 10 | 2   | 1   | 5  | 131:062 | 29     |
| 3.  | KHL Zagreb              | 18 | 8  | 0   | 1   | 9  | 098:078 | 25     |
| 4.  | KHL Sisak               | 18 | 1  | 0   | 0   | 17 | 032:233 | 3      |

Abkürzungen: Pl. = Platz, Sp = Spiele, S = Siege, OTS = Siege nach Verlängerung (Overtime), OTN = Niederlagen nach Verlängerung, N = Niederlagen

## Playoffs

### Semifinals
- KHL Mladost Zagreb – KHL Sisak 2:0 (23:2, 15:2)
- KHL Medveščak Zagreb II – KHL Zagreb 2:0 (5:2, 12:3)

### Finale
- KHL Mladost Zagreb – KHL Medveščak Zagreb II 1:3 (8:5, 3:7, 3:10, 3:6)